# Micha’el Melchior
Micha’el Melchior (hebr.: מיכאל מלכיאור, ur. 31 stycznia 1954 w Kopenhadze) – izraelski polityk i rabin, lider partii Meimad, były deputowany do Knesetu.
Urodzony w słynnej dynastii rabinów – jego ojciec Bunyamin (Bent) Melchior był naczelnym rabinem Danii w latach 1969-1996. Wyemigrował do Izraela w 1986 roku. Kształcił się na rabina w Yeshivat Hakotel w Jerozolimie. Był także naczelnym rabinem Norwegii. Zasiadał w parlamencie izraelskim od 1999 do 2009 roku. W czasie swojej pierwszej kadencji był ministrem ds. izraelskiego społeczeństwa i diaspory. Od 2003 do 2006 roku był wiceministrem spraw zagranicznych.
Gdy partia Meimad zakończyła współpracę z Partią Pracy, wystartowała w wyborach w 2009 roku w sojuszu z Izraelskim Ruchem Zielonych. Nie udało jej się przekroczyć progu wyborczego, a sam Melchior nie dostał się do Knesetu.
Jest żonaty z Hanną, ma piątkę dzieci i szóstkę wnucząt.